# چات‌اورن، قسطمونی
چات‌اورن (به ترکی استانبولی: Çatören) یک منطقهٔ مسکونی در ترکیه است که در قسطمونی واقع شده‌است.